# فرودگاه منطقه‌ای سنترال جرزی
فرودگاه منطقه‌ای سنترال جرزی (به انگلیسی: Central Jersey Regional Airport) یک فرودگاه همگانی با کد یاتا JVI است که یک باند فرود آسفالت دارد و طول باند آن ۱۰۷۰ متر است. این فرودگاه در کشور ایالات متحده آمریکا قرار دارد و در ارتفاع ۲۶ متری از سطح دریا واقع شده‌است.